# Trithemis hartwigi
Trithemis hartwigi là một loài chuồn chuồn ngô thuộc họ Libellulidae. Nó được tìm thấy ở Cameroon và Guinea Xích Đạo. Môi trường sống tự nhiên của nó là các khu rừng đất thấp ẩm nhiệt đới và cận nhiệt đới.